# Кучкаров, Анвар Марасулович
Анвар Марасулович Кучкаров (16 декабря 1916, Зангиатинский район — 22 декабря 1996, Ташкент) — узбекский, советский государственный деятель, дипломат. Чрезвычайный и полномочный посол.

## Биография
Родился 16 декабря 1916 года в сельсовете Беш-Арык (ныне сельсовет «Иттифок» в Зангиатинском районе Ташкентской области) в семье крестьянина-бедняка.
Отец — Кучкар Марасулов (1880—1973), до и после Октябрьской революции занимался крестьянством, с 1930 года — член колхоза, с 1958 — рабочий совхоза «Назарбек» Калининского района; с 1961 — персональный пенсионер местного значения.
Мать — Нури Марасулова (1902—1973), член колхоза (с 1930), с 1958 — рабочая в совхозе «Назарбек».
В 1928 году окончил 7-летнюю школу и поступил в Ташкентский сельхозтехникум. После окончания 3-го курса (в связи с переездом техникума в г. Самарканд) поступил в Ташкентское педагогическое училище им. В.И. Ленина, которое окончил в 1937 году.
В годы учёбы и работы в педучилище избирался председателем профкома (1935—1937) и освобождённым секретарём комитета комсомола (1937—1940). В 1940—1941 годы был избран секретарём первичной партийной организации педучилища имени В. И. Ленина.
В 1938 году поступил на дневное отделение исторического факультета Ташкентского государственного педагогического института и окончил его 1 июля 1941 года.
Неоднократно избирался членом Пленума и бюро Сталинского райкома ЛКСМ Узбекистана г. Ташкента.
С декабря 1941 по июль 1942 года работал инструктором орготдела Ташкентского городского комитета КП Узбекистана.
С 1942 по 1944 год был слушателем Высшей партийной школы при ЦК ВКП(б) в Москве. После окончания ВПШ был оставлен для продолжения учёбы на дипломатических курсах, созданных при ВПШ.
Решением ЦК ВКП(б) и приказом по Наркоминделу СССР от 2 сентября 1944 года был командирован на работу в Наркоминдел Узбекской ССР, где с октября 1944 по 15 октября 1945 года работал старшим референтом-помощником Наркоминдела Узбекской ССР.
В октябре 1945 года был командирован на работу в Афганистан в качестве атташе Посольства СССР в дипломатическом ранге 3-го секретаря, где проработал до февраля 1947 года. По истечении срока загранкомандировки направлен на работу в МИД Узбекской ССР.
С марта по декабрь 1947 года работал ответственным референтом и исполняющим обязанности заведующего протокольно-консульским отделом Министерства иностранных дел Узбекской ССР.
С декабря 1947 по октябрь 1950 года работал секретарём по пропаганде и агитации Бухарского обкома Компартии Узбекистана.
С октября 1950 по ноябрь 1951 года работал заведующим отдела пропаганды и агитации ЦК Компартии Узбекистана.
С ноября 1951 по апрель 1953 года работал заместителем председателя Совета министров и министром иностранных дел Узбекской ССР.
В апреле 1953 года Указом Верховного Совета Узбекской ССР был назначен Министром культуры Узбекской ССР.
С ноября 1957 по июль 1961 года был секретарём Бухарского обкома Компартии Узбекистана.
В 1961 году Указом Президиума Верховного Совета СССР присвоен высший дипломатический ранг — чрезвычайный и полномочный посол.
Указом Президиума Верховного Совета СССР от 30 июня 1961 года был назначен чрезвычайным и полномочным послом Советского Союза в Тоголезской Республике.
С 10 августа 1963 года Указом Президиума Верховного Совета СССР был назначен чрезвычайным и полномочным послом в Республике Дагомея по совместительству.
После возвращения из Африки с 3 мая 1966 по 15 января 1970 года работал министром просвещения Узбекской ССР.
С 16 января 1970 по 15 июня 1973 года был министром культуры Узбекской ССР.
С 15 июня 1973 до 31 декабря 1980 года работал заместителем министра иностранных дел Узбекской ССР; в январе 1981 года утверждён главным советником Министерства иностранных дел Узбекской ССР.

### Профессиональная деятельность
- 1935—1937 — председатель профкома в Ташкентском педагогическом училище им. В. И. Ленина.
- 1937—1940 — освобождённый секретарь комитета комсомола в Ташкентском педагогическом училище им. В. И. Ленина.
- 1937—1941 — преподаватель в Ташкентском педагогическом училище им. В. И. Ленина.
- 1940—1941 — секретарь первичной партийной организации в Ташкентском педагогическом училище им. В. И. Ленина.
- 1945—1947 — сотрудник посольства СССР в Афганистане.
- 1947—1951 — на работе в КП Узбекистана.
- 1951—1953 — заместитель председателя Совета министров, министр иностранных дел Узбекской ССР.
- 1953—1957 — министр культуры Узбекской ССР.
- 1957—1961 — секретарь Бухарского областного комитета КП Узбекистана.
- 1961—1966 — Чрезвычайный и полномочный посол СССР в Того.
- 1963—1966 — Чрезвычайный и полномочный посол СССР в Дагомее по совместительству.
- 1966—1970 — министр просвещения Узбекской ССР.
- 1970—1973 — министр культуры Узбекской ССР.
- 1973—1981 — заместитель министра иностранных дел Узбекской ССР.
- С 1981 — Главный советник Министерства иностранных дел Узбекской ССР.

### Партийная деятельность
Член ВКП(б) с 1940 года.
На XI, XII, XVII и XVIII съездах Компартии Узбекистана избирался членом Центрального Комитета, а на XV съезде Компартии Узбекистана был избран членом ревизионной комиссии Компартии Узбекистана.
Избирался депутатом Верховного Совета Узбекской ССР на III, IV, V, VII и VIII созывов.
С 1940 по 1951 и с 1957 по 1961 годы был членом бюро Бухарского обкома Компартии Узбекистана и депутатом Бухарского областного совета депутатов трудящихся.
Постановлением Совета Министров СССР назначался членом советской делегации на VII, VIII и IX сессиях Генеральной Ассамблеи ООН. Принимал участие в качестве члена советской делегации на X (Канди, Цейлон), XXXI (Дели, Индия), XXXII, XXXIII, XXXIV (г. Бангкок, Таиланд) XXXV (Манила, Филиппины) ежегодных сессиях Экономическо-социальной комиссии для стран Азии и Тихого океана (ЭСКАТО) ООН.
В 1968 году возглавлял советскую делегацию Министерства просвещения СССР на конференции министров просвещения стран Африки в г. Найроби в Кении.
В 1955 году был избран членом исполкома и до 1961 года был вице-президентом Общества дружбы «СССР-Цейлон», с 1973 по 1981 год являлся членом Президиума Узбекского Общества дружбы и культурных связей с зарубежными странами.

### Семья
Жена — Хатира Абидовна Кучкарова.
Дети — сыновья Тахир (род. 1946), Захирджан (род. 1957), дочь Насиба (в замужестве Ибрагимова), учительница математики.

## Награды
1. Орден Октябрьской Революции (9 сентября 1971).
2. Орден Трудового Красного Знамени (16 января 1950).
3. Орден «Знак Почёта» (11 января 1957).
4. Медаль «За доблестный труд в Великой Отечественной войне 1941—1945 гг.» (8 мая 1946).
5. Медаль «За трудовую доблесть» (30 августа 1960).
6. Медаль «В ознаменование 100-летия со дня рождения Владимира Ильича Ленина» (8 апреля 1970).
7. Почётные грамоты Президиума Верховного Совета Узбекской ССР (9 января 1959, 16 декабря 1966).
8. Юбилейные почётные грамоты ЦК Компартии Узбекистана, Президиума Верховного Совета Узбекской ССР и Совета Министров республики (1974, 1984).
9. Почётная грамота ЦК ВЛКСМ в связи с 50-летием ВЛКСМ.
10. Почётные грамоты ЦК ЛКСМ Узбекистана (в связи с 50-, 60- и 70-летием со дня рождения).
11. Значок «25 лет Победы в Великой Отечественной войне 1941—1945 гг.».
12. Юбилейная медаль «Тридцать лет Победы в Великой Отечественной войне 1941—1945 гг.» (25 апреля 1975).
13. Юбилейная медаль «Сорок лет Победы в Великой Отечественной войне 1941—1945 гг.» (1985).
14. Заслуженный работник культуры Узбекской ССР (декабрь 1976).
15. Отличник народного образования Узбекской и Казахской ССР.